# Rassvet (módulo da ISS)

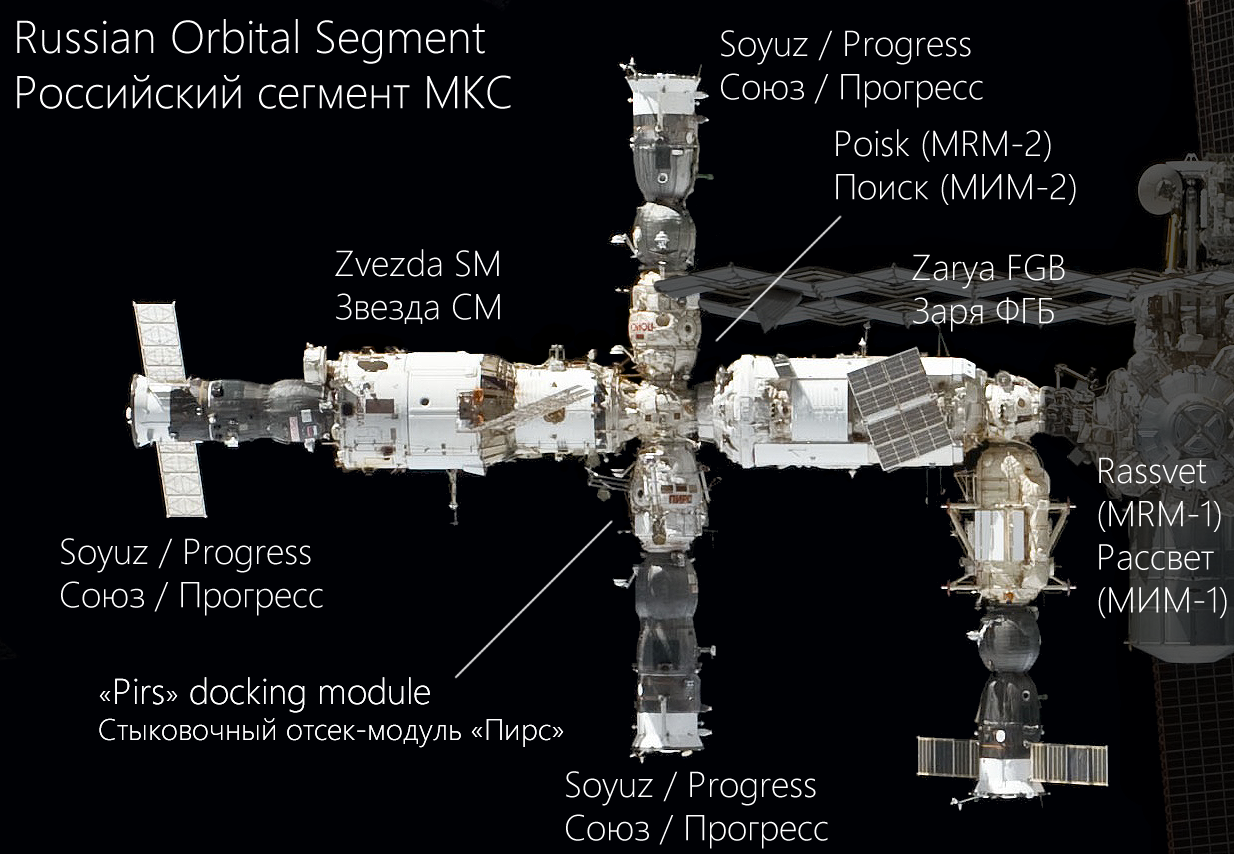
Visão dos módulos da ISS, abaixo do módulo Zarya o MMP-1 (MRM1 na sigla em inglês)

Rassvet, também conhecido como Minimódulo de Pesquisa 1, é um módulo russo da Estação Espacial Internacional (EEI). E também conhecido como Módulo de Atracagem de Carga. Está acoplado ao módulo Zarya. O lançamento ocorreu em 14 de maio de 2010, a bordo do ônibus espacial Atlantis, na missão STS-132, e foi conectado à EEI em 18 de maio.
O módulo é utilizado principalmente para o armazenamento de carga e acoplagem com a EEI das cápsulas Soyuz, das naves de carga russa Progress e possivelmente do Veículo de Transferência Automatizado europeu. O MMP1 substitui o segundo Módulo de Pesquisa Russo, inicialmente previsto para a EEI.